# Editorial de la Universidad Nacional de Quilmes
La Universidad Nacional de Quilmes  (UNQ) es una universidad pública argentina, que desde el año 1996 cuenta con un sello editorial, cuyo catálogo declara como objetivo fomentar el pensamiento crítico, a partir de la difusión de nuevos conocimientos y desarrollos.
Según se comunica en su página oficial, la Editorial de la Universidad Nacional de Quilmes fue concebida desde su origen como uno de los ejes centrales para la proyección de la universidad, para impulsar su integración con el medio, incrementar su visibilidad social y difundir aquellas obras que generen un aporte genuino al conocimiento y al acervo cultural argentino y universal.
Las publicaciones de la Editorial –dirigidas por académicos, investigadores y personalidades de la cultura– están organizadas, en su mayoría, en colecciones y series.
En abril de 2013, la Editorial UNQ inauguró la librería Nota al pie, ubicada dentro de la Universidad Nacional de Quilmes, con el objetivo de ofrecer, en ese espacio, las publicaciones de su Catálogo y títulos de editoriales de carácter académico o que puedan resultar interesantes para la comunidad universitaria. En octubre del mismo año, la Editorial aumenta sus canales de venta sumando la posibilidad de comprar los títulos vía internet, desde su página web. 

## Historia
La Editorial de la Universidad Nacional de Quilmes tiene su origen en el año 1993, cuando se creó la Dirección de Publicaciones, dependiente de la Secretaría Académica de la universidad. Las primeras colecciones fueron La ideología argentina, dirigida por Oscar Terán; Intersecciones, dirigida por Carlos Altamirano; y Política, economía y sociedad, de Ernesto López.
Luego, en 1996, se estableció la Dirección General de Publicaciones, que dependía del Rectorado. Posteriormente, en el año 2004, se creó la Dirección General de la Editorial, se formalizó el Consejo Editorial y el Comité Editorial (integrado por los directores de colección como órgano consultivo), se terminó de constituir el equipo editorial y se asignó un presupuesto anual para el área de publicaciones editoriales. En 2009 se creó el Programa Editorial.
Actualmente, la Editorial de la Universidad Nacional de Quilmes participa en diversas ferias del libro a nivel regional, nacional e internacional y realiza coediciones de algunos de los títulos de su catálogo con otras editoriales e instituciones.

## Publicaciones
En 1994, la Universidad Nacional de Quilmes publicó su primer libro: Actualización lingüística. Introducción a métodos de análisis del discurso. Competencias, lingüística textual, teoría de la enunciación, de varios autores, y su primera revista: Redes, Revista de Estudios Sociales de la Ciencia, dirigida por Mario Albornoz, y que se continúa editando hasta la actualidad.
En el año 1998, la editorial contaba con 31 títulos, cinco colecciones y tres publicaciones periódicas; mientras que para el 2003 contenía 56 títulos, ocho colecciones, 14 títulos fuera de colección y tres publicaciones periódicas.
Actualmente, el catálogo editorial presenta más de 300 títulos, 15 colecciones, libros de arte, tres revistas académicas periódicas (Redes, Revista de Estudios Sociales de la Ciencia, Revista de Ciencias Sociales y Prismas), más una serie digital.

## Colecciones
- Administración y economía, dirigida por Fernando Porta.
- Biomedicina, dirigida por Daniel E. Gómez
- Ciencia, tecnología y sociedad, dirigida por Pablo Kreimer.
- Comunicación y cultura, dirigida por Alejandro Kaufman.
- Convergencia. Entre memoria y sociedad, dirigida por Noemí Girbal-Blacha.
- Cuadernos universitarios, dirigida por Jorge Flores.
- Derechos humanos, codirigida por Baltasar Garzón y María Sondereguer.
- Filosofía y ciencia, dirigida por Pablo Lorenzano.
- Intersecciones, dirigida por Carlos Altamirano
- La ideología argentina y latinoamericana, dirigida por Jorge Myers.
- Las ciudades y las ideas, dirigida por Adrián Gorelik.
- Música y ciencia, dirigida por Pablo Di Liscia.
- Nuevos enfoques en ciencia y tecnología, dirigida por Diego Golombek.
- Política, dirigida por Claudio Amor.
- Textos y lecturas en ciencias sociales, dirigida por Margarita Pierini.

## Revistas
- Redes. Revista de Estudios Sociales de la Ciencia y la Tecnología, dirigida por Lucas Becerra, Mariano Fressoli, Alberto Lalouf, Facundo Picabea, Lucía Romero.
- Revista de Ciencias. Sociales, segunda época, dirigida por Carlos Fidel.
- Prismas, Revista de Historia Intelectual, consejo de dirección: Carlos Altamirano, Anahí Ballent, Alejandro Blanco, Adrián Gorelik, Jorge Myers, Elías José Palti, Oscar Terán (1938-2008).[5]

## Publicaciones digitales
- Serie digital, dirigida por Mariano Belaich y Margarita Pierini[5]

## Participación en ferias del libro

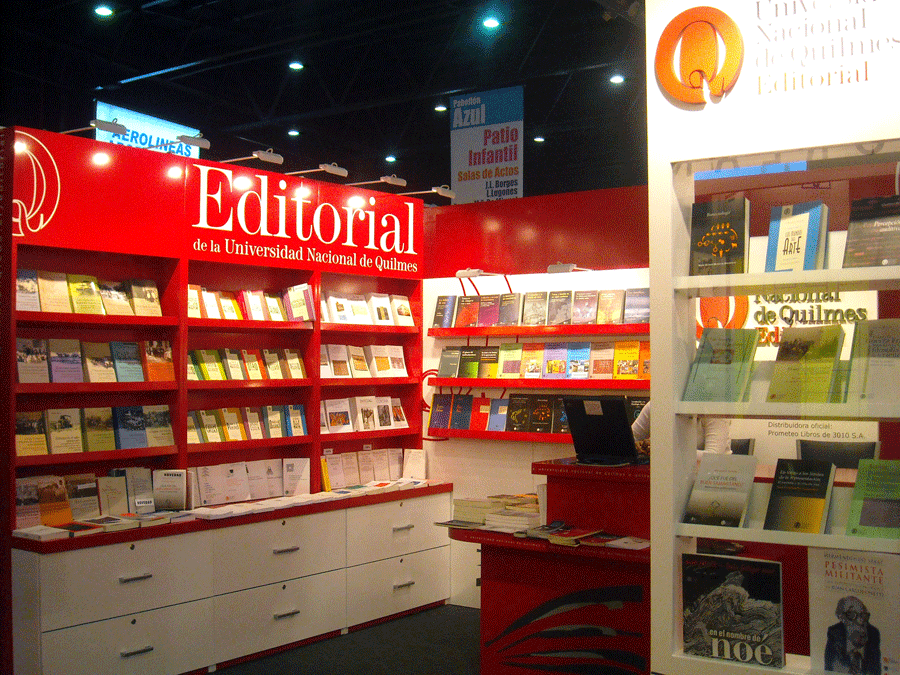
La UNQ en la Feria del Libro de Buenos Aires

La Universidad Nacional de Quilmes participa en la Feria Internacional del Libro de Buenos Aires, y en otras ferias regionales, nacionales e internacionales (como en la Feria Internacional del Libro de Bogotá, la Feria Internacional del Libro de Frankfurt y en la Feria Internacional del Libro de Guadalajara). 

## Premios
En el año 2008, el libro Que no se entere Piazzolla. Contribución a la iconografía apócrifa del gran músico, de Hermenegildo Sábat, coeditado por la Universidad Nacional de Quilmes y el Fondo de Cultura Económica, recibió, en el 21° Concurso “Los libros mejor impresos y editados en la Argentina”, organizado por la Cámara Argentina de Publicaciones, los siguientes premios:
- Primer Premio en la Categoría General.
- Primer Premio en la Categoría Arte, Diseño, Arquitectura y Fotografía en tapa blanda.[7]

En el año 2009, el libro En el nombre de Noé, de Noé Jitrik y Luis Felipe Noé, recibió en el 22° Concurso “Los libros mejor impresos y editados en la Argentina”, el siguiente premio:
- Primer Premio en la Categoría Arte, Diseño, Arquitectura y Fotografía en tapa blanda.